# Xanthorrhoea nana
Xanthorrhoea nana là một loài thực vật có hoa trong họ Thích diệp thụ. Loài này được D.A.Herb. miêu tả khoa học đầu tiên năm 1921.